# Cardioperla lobata
Cardioperla lobata är en bäcksländeart som beskrevs av Mclellan 1971. Cardioperla lobata ingår i släktet Cardioperla och familjen Gripopterygidae. Inga underarter finns listade i Catalogue of Life.